# Krimsko gorovje
Krimsko gorovje (ukrajinsko Кримські гори, translit. Krymski gory; rusko Крымские горы, translit. Krymskie gory; krimska tatarščina Qırım dağları) je gorovje, ki teče vzporedno z jugovzhodno obalo polotoka Krim, v pasu približno 8–13 km od morja. Proti zahodu se gore strmo spuščajo do Črnega morja, proti vzhodu pa se počasi nižajo v stepsko pokrajino.
Krimsko gorovje je sestavljeno iz treh masivov. Najvišje je Glavno pogorje, ki je razdeljeno na več enot, znanih kot jajle ali gorske planote (jajla je krimskotatarski izraz za 'alpski travnik'). To so:
- Bajdar jajla
- Aj-Petri jajla
- Jalta jajla
- Nikita jajla
- Hurzuf jajla
- Babugan jajla
- Čatir-Dag jajla
- Dologorukovska (Subatkan) jajla
- Demerdži jajla
- Karabi jajla

## Geologija
V geološkem smislu je Krimsko gorovje del alpskega geosinklinalnega območja v nasprotju s ravnim delom krimskega polotoka, ki je planotast in pripada Skitski plošči. Območje Krimskega gorovja je velik dvig blokov, katerih južni del je zaradi potopitve mladih kamnin potopljen pod črnomorsko gladino. Sestavljen je iz intenzivno razporejenih triasnih jurskih flišnih sedimentov in bolj mirno ležečih zgornje jurskega karbonata in peščeno-glinenih krednih, paleogenih in neogenih slojev. Povezani so z nahajališči železovih rud, različnih soli, tekočih apnencev, itd. Tu se nadaljujejo premiki prelomov, ki povzročajo potrese.
Glavni greben Krimskega gorovja je dvignjen blok, omejen s severa s številnimi prelomi. Ta struktura je nastala že v zgodnjem krednem obdobju, potem ko so se preostala sinklinalna korita v južnem delu Krima zaprla in je prišlo do splošnega dviga površine. V geološki zgodovini krimskih gora lahko ločimo dve stopnji: predkambrijsko-paleozojsko in mezozojsko-kenozojsko (alpsko).
V zgodnji fazi geosinklinalnega razvoja (pozni trias - konec srednje jure) je na jugu Krima prišlo do oblikovanja geosinklinalnega odklona in kopičenja močnih sedimentnih in izlivnih kompleksov s hkratnim tvorjenjem zloženih struktur različnih vrst. V poznem jurskem - zgodnjem krednem obdobju se oblikujejo posamezna korita in vzponi, v katere je bilo razdeljeno prej združeno geosinklinalno korito. Do konca tega obdobja se oblikuje notranja struktura krimske mega antiklinale. Na koncu zgodnje krede, v pozni kredi in paleogenu, se krimska mega antiklinala oblikuje kot velik enojni dvig, prepleten s posameznimi koriti in prelomi..
Vzpon krimskih gora, najprej v obliki otoka, se je zgodil na koncu krede in eocena. Sredi neogena se je oblikovala sploščena površina jaila. Do neogena so se gore širile 20–30 km južno od sodobne obalne črte Črnega morja. V neogenu so pridobile značilnosti sodobne asimetrične strukture. Med orogeno fazo (konec paleogena - neogena) se je nadaljevalo intenzivno dviganje gorskega Krima in najverjetneje se je začelo spuščanje njegovega južnega krila. V neogenu in antropogenezi se je oblikoval sodobni relief gorskega Krima. Krimsko gorovje je zaradi zapletenosti teh procesov dobilo sodobne obrise.
Krimski dvig je sestavljen iz usedlin različnih starosti. Osnovo tvorijo nahajališča serije Tauride, ki so nastala pred približno 180-200 milijoni let. Sestavljeni so iz izmeničnih, močno zmečkanih v majhne pregibe, plasti skrilavca in kvarcitnih peščenjakov zgornjega triasa in spodnje jure. Naslednje pregibe, ki se pojavljajo zgoraj, predstavljajo sedimenti srednje jurske dobe (gline-peščene plasti, konglomerati in magmatske kamnine). Zgornji jurski apnenci, peščenjaki in konglomerati tvorijo tretje nadstropje osrednjega dela planinskega dviga. Ponekod ob robovih tega območja leži sediment spodnje krede, ki ga predstavljajo gline, peščenjaki in apnenci, oblikovani pred več kot 100 milijoni let. Pod južno pečino se razvijejo številni plazovi jurskega apnenca. Med serijami Tauride in kamninami srednje jure je veliko majhnih teles magmatskih kamnin (gore Aju-Dag, Uragu, Čamni-Burun). Prisotni so tudi vulkanski sloji (gorska skupina Karadag). Severni prednji grebeni krimskih gora so sestavljeni iz krednih, paleogenih in neogenih nahajališč.

## Najvišji vrhovi
Najvišji vrh Krima je Roman-Koš (ukrajinsko Роман-Кош; rusko: Роман-Кош, krimska tatarščina: Roman Qoş) na Babugan jajla s 1545 m. Drugi pomembni vrhovi nad 1200 metrov so:
- Demir-Kapu (ukrajinsko Демір-Капу, rusko Демир-Капу, krimska tatarščina Demir Qapı) 1540 m v Babuganski jajli;
- Zejtin-Koš (ukrajinsko Зейтин-Кош; rusko Зейтин-Кош, krimska tatarščina Zeytün Qoş) 1537 m v Babuganski jajli;
- Kemal-Egerek (ukrajinsko Кемаль-Егерек, rusko Кемаль-Эгерек, krimska tatarščina Kemal Egerek) 1529 m v Babuganski jajli;
- Eklizi-Burun (ukrajinsko Еклізі-Бурун, rusko Эклизи-Бурун, krimska tatarščina Eklizi Burun) 1527 m v Čatirdag jajla;
- Lapata (ukrajinsko: Лапата ruščina Лапата, krimska tatarščina Lapata) 1406 m v Jaltinska jajla, Jalta jajlası;
- Severni Demirji (ukrajinsko Північний Демірджі, rusko Северный Демирджи, krimska tatarščina Şimaliy Demirci) 1356 m v Demirci jajli;
- Ai-Petri (ukrajinsko Ай-Петрі, rusko Ай-Петри, krimska tatarščina Ay Petri) 1234 m v Aj Petri jajlası

## Prelazi in reke
Najpomembnejši prelazi čez Krimsko gorovje so:
- prelaz Angarskyi v bližini Perevnih, na cesti iz Alušte v Simferopol
- Bajdarska vrata blizu Forosa, ki povezujejo dolino Bajdar in morsko obalo
- Prelaz Laspi v bližini rta Aja, na cesti od Jalte do Sevastopola.

Reke Krimskega gorovja so reka Alma, reka Černaja in reka Salhir na severnem pobočju ter reka Učan-su na južnem pobočju, ki tvori slap Učan-su, priljubljeno turistično znamenitost in z 98 m najvišji slap na Krimskem polotoku.

## Zgodovina
Arheologi so našli najstarejše anatomsko moderne ljudi v Evropi v jamah Buran-Kaja na Krimu. Fosili so stari 32.000 let, artefakti pa so povezani z Gravetsko kulturo. Fosili imajo vrezane oznake, ki kažejo na ritual odstranjevanja mesa in organov mrtvih pred pokopom.

## Galerija
- Karabi planota
- Karabi planota
- Karabi planota
- Krimsko gorovje

## Krimski kanjon
Od leta 1974 je državni naravni rezervat. Leži na vzhodni strani doline Kokoz, v globinah severnega pobočja Ai-Petrinske jaile, 4 km jugovzhodno od vasi Sokolino. Globina soteske doseže 250-320 m, širina v najožjih krajih kanjona ne presega 2-3 m. Po dnu kanjona teče reka Auzun-Uzen. Kanjon je leta 1925 podrobno opisal profesor I. I. Puzanov.

## Rastlinstvo
Zaradi zapletenega terena in raznolikih podnebnih in meteoroloških razmer je v Krimskem gorovju zastopana velika raznolikost vegetacije na majhnem prostoru. Če krimske gore obravnavamo s stališča botanika, jih lahko razdelimo na cone: južna pobočja, planotast vrh gorskega sklopa in severno pobočje gora.
Vegetacija južnega pobočja je najbolj značilna za Krim. Vključuje elemente, značilne samo za Krim. Ko se gore dvigajo, se vegetacija južnih pobočij gora močno spreminja in tvori značilne pasove. Južno-obalna vegetacija (makija) zaseda najnižji del južnega pobočja. V tem pasu prevladuje grmičevje in pol-grmičevje, ter gojene rastline.
Pas, ki sledi makiji, je višini nad 226 m. V tem pasu prevladuje gozdna vegetacija, ki tvori listopadne gozdove mešanega tipa, vendar prevladujeta hrast in drobnolistni gaber. Poleg hrasta in gabra se tukaj lahko sreča, zlasti na zahodnem delu, krimski bor, ki se od navadnega razlikuje po dolgih iglicah (8-15 cm), stoječih storžih in piramidalni obliki.
Tretji vodoravni pas vegetacije sestavlja skoraj čiste bukove gozdove, ponekod pa najdemo krimski in navadni bor, pa tudi druge drevesne vrste. Bukovi gozdovi se dvigajo na sam vrh južnega pobočja gora.
Na splošno so vegetacijska območja severnega pobočja gora postavljena na enak način kot na južnem pobočju, le makije ni. Namesto tega je travniška stepa ali gozdni pas z mešano vegetacijo. Skoraj na celotnem pobočju je krimski bor. Na nadmorski višini nad 1500 metrov poleg brina najdemo še tiso.
Jajla je večinoma brez dreves. Ni ravna, saj leži na nadmorski višini od 600 do 1500 m. Že pred 10 in 100 tisoč leti planote niso bile v celoti pokrite z gozdom. Namesto tega je bila gozdna stepa, odprta za vetrove, dvignjena mesta so ostala brez dreves. Tu je kraljestvo zelišč. Petindvajset vrst rastlin najdemo samo na jajlah in so endemične.  

## Krimske jame
V Krimskem gorovju so raziskovalci odkrili številne majhne jame ali rudnike, preučevanje številnih še poteka. Nekaj največjih in najslavnejših jam in rudnikov Krima:
- Jama Skelskaja je leta 1947 postala naravni spomenik. Odkril jo je leta 1904 učitelj F. A. Kirillov. Jamo sestavlja več dvoran, dolžina največje med njimi doseže 80 metrov, širina - 10-18 m, višina loka - 25 m.
- Medovaja - stene jame so prekrite s termogravitacijskimi usedlinami. Dolžina 205 m, globina 60 m.
- Kyzyl-Koba (Rdeča jama) - dolžina jame je 21.150 m, amplituda 275 m. Najdaljša jama Krima. Nahaja se na pobočju masiva Dolgorukovski. Od leta 1963 je naravni spomenik.
- Viseča - dolžina 401 m, globina 15 m.
- Yeni-Sala 2 in Yeni-Sala 3 sta dolgi 75 m in 410 m. Nahajata se poleg Rdeče jame. Naravni spomeniki so od leta 1908.
- Kristalni rudnik - imenovan po sovjetskem znanstveniku G. A. Maksimoviču. Dolžina 110 m, globina 113 m.
- Jame in rudniki Katir-Daga
- Jame in rudniki Karabi-jajli

## Zaščitena območja
- Krimski naravni rezervat v osrednjem delu Krimskega gorovja, ob vznožju Babugana. Je največji rezervat na Krimu, njegova površina je 33 397 ha.
- Orlinovski rezervat je nastal leta 1979 kot rezervat divjih zdravilnih rastlin. Leži na ozemlju gozdarstva Orel, v bližini kanjona Černorečenski. Tam gojijo šentjanževko, timijan, origano, rman in druga zdravilna zelišča.
- Ohranjen bukov gaj - leta 1947 prepoznan kot naravni spomenik. Nahaja se na planoti blizu Ai-Petri. Med vrhovi Ai-Petrijevih kamnin je odsek starega bukovo-gabrovega gozda s površino 614 ha. Poleg bukve in gabra (višina drevesa doseže 15 metrov, premer debla do pol metra) tu rastejo jesen, jerebika, krimski bor, Sorbus graeca, leska in javor. V rezervatu je samostojni naravni spomenik, bor -, ki je leta 1964 postal spomenik. Starost bora je približno 300 let.
- Gorsko območje Čatir-Dag je bilo leta 1980 priznano kot naravni rezervat, leta 1964 pa je bilo razglašeno za naravni spomenik. Kraški lijaki v Čatir-Dagu dosežejo premer 250 m in globino 60 m. V tem masivu je bilo najdenih približno 135 različnih rudnikov, jam in globokih vodnjakov.